# Circuito Cearense de Jangadas
Circuito Cearense de Jangadas é uma corrida marítima anual de jangadeiros que acontece na cidade de Fortaleza, Brasil. Evento cultural e esportivo televisionado a nível estadual, o circuito conta com a participação de dezenas de embarcações e centenas de jangadeiros oriundos de diversas localidades do litoral do Ceará, que competem nas modalidades "jangada" e "paquete", em trajeto de 22 km que percorre o litoral da cidade e que tem como limites a enseada do Mucuripe e a praia do Náutico, no bairro do Meireles. O evento é organizado pela Capitania dos Portos do Ceará, Iate Clube de Fortaleza e Sistema Verdes Mares.